# Mesulfen
Mesulfen – organiczny związek chemiczny stosowany jako lek przeciwtrądzikowy i przeciwświerzbowy.